# 细斑蜑螺
细斑蜑螺（学名：Neritina variegata），是原始腹足目蜑螺科河蜑螺属的一种。主要分布于越南、台湾，常栖息在退潮可现的阴凉地。